# Lijst van Eurocommissarissen voor Begroting
De functie van Europees commissaris voor Begroting is sinds het aantreden van de commissie-Rey (juli 1967) een functie binnen de Europese Commissie. Voorafgaand aan het Fusieverdrag (1967) kende de Europese Commissie nog geen begroting, maar door de integratie van drie Gemeenschappen (EEG, Euratom, EGKS) in één gemeenschap (EG) werd de functie Begroting gecreëerd.
Vanwege de Engelse translatie wordt de post ook weleens commissaris voor Budget genoemd.

## Commissarissen
|  | Naam                   | Lidstaat            | Nationale partij      | Periode   | Commissies              |
|  | ---------------------- | ------------------- | --------------------- | --------- | ----------------------- |
|  | Albert Coppe           | België              | CDV                   | 1967-1973 | Rey Malfatti Mansholt   |
|  | Jean-François Deniau   | Frankrijk           | UDF                   | 1973      | Ortoli                  |
|  | Claude Cheysson        | Frankrijk           | PS                    | 1973-1977 | Ortoli                  |
|  | Christopher Tugendhat  | Verenigd Koninkrijk | Conservative Party    | 1977-1985 | Jenkins Thorn           |
|  | Henning Christophersen | Denemarken          | Venstre               | 1985-1989 | Delors I                |
|  | Peter Schmidhuber      | Duitsland           | CSU                   | 1989-1995 | Delors II Delors III    |
|  | Erkki Liikanen         | Finland             | SSP                   | 1995-1999 | Santer                  |
|  | Michaele Schreyer      | Duitsland           | Bündnis 90/Die Grünen | 1999-2004 | Prodi                   |
|  | Dalia Grybauskaite     | Litouwen            | Onafhankelijk         | 2004-2010 | Barroso I               |
|  | Algirdas Šemeta        | Litouwen            | Onafhankelijk         | 2009-2010 | Barroso I               |
|  | Janusz Lewandowski     | Polen               | Burgerplatform        | 2010-2014 | Barroso II              |
|  | Andris Piebalgs        | Letland             | Onafhankelijk         | 2014      | Barroso II (waarnemend) |
|  | Jacek Dominik          | Polen               | Burgerplatform        | 2014      | Barroso II              |
|  | Kristalina Georgieva   | Bulgarije           | GERB                  | 2014-2017 | Juncker                 |
|  | Günther Oettinger      | Duitsland           | CDU                   | 2017-2019 | Juncker                 |
|  | Johannes Hahn          | Oostenrijk          | OVP                   | 2019-     | Von der Leyen           |